# Метеорологічна станція

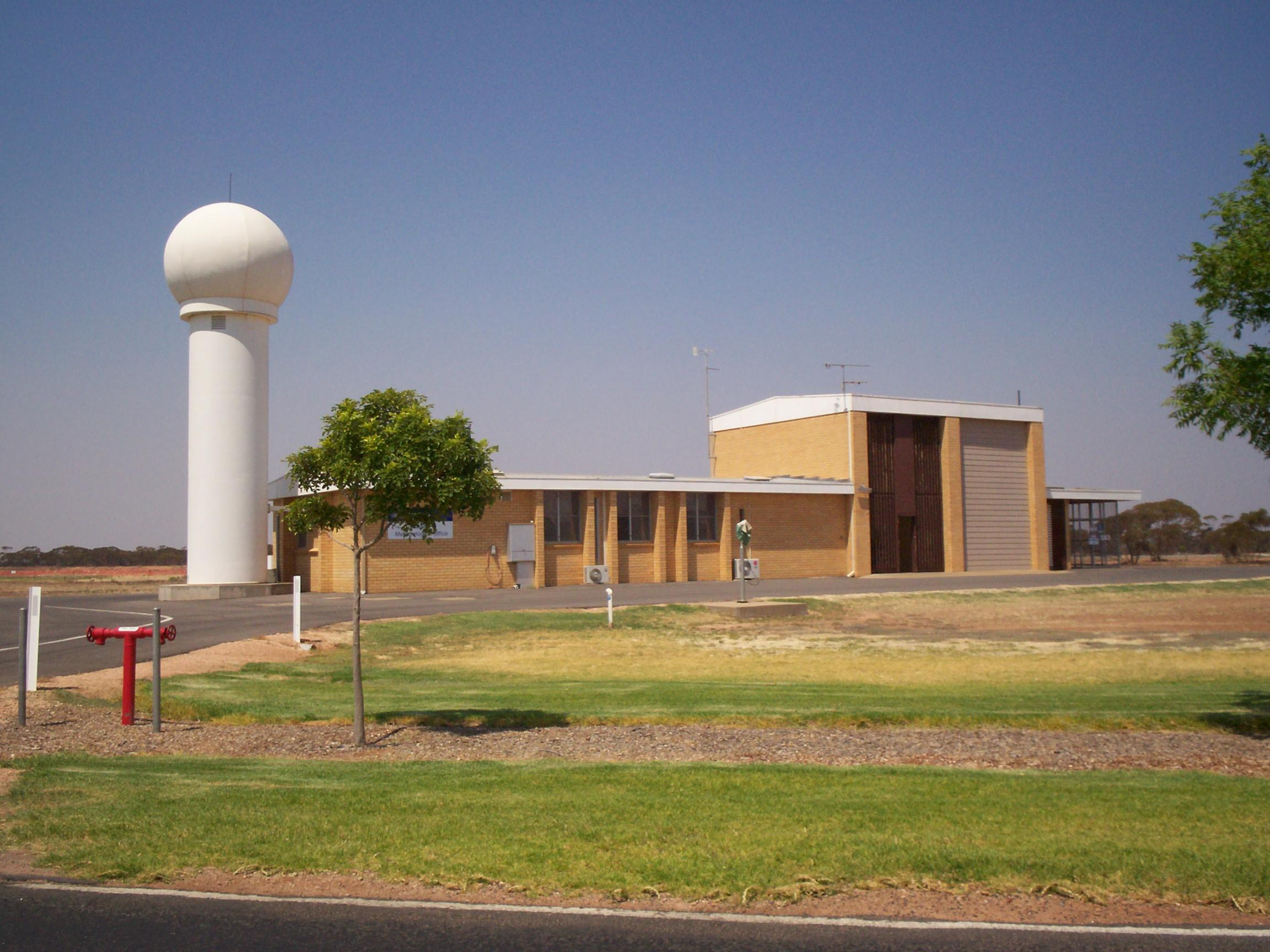
Метеорологічна станція. Вікторія, Австралія

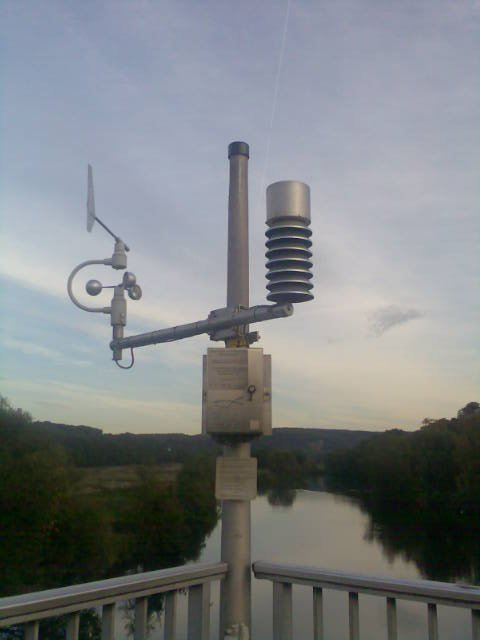
Автоматична метеорологічна станція

Метеорологíчна стáнція — станція для проведення спостережень за погодою. Складена з метеомайданчика, на якому розташована більшість приладів, що фіксують метеоелементи, і замкненого приміщення, в якому встановлюється барометр і барограф та ведеться обробка спостережень. На буях у відкритому морі та в ненаселених районах встановлюють автоматичні метеостанції. Одержані на метеостанціях дані кодують і надсилають до метеорологічних центрів.
У вузькому розумінні метеостанція — установа, що проводить метеорологічні спостереження. Основним офіційним метеостанціям світу присвоєні синоптичні індекси. Залежно від установленого обсягу спостережень, метеостанції мають певний розряд. Метеорологічні станції поряд зі стандартними ведуть агрометеорологічні спостереження, визначають інтенсивність сонячної радіації (прямої, розсіяної і сумарної), радіаційний баланс, величину випаровування ґрунтової вологи тощо.
Основні дані синоптики отримують з наземних метеостанцій. В Україні їх 187. Кожна працює цілодобово 7 днів на тиждень. Майданчики для станцій знаходяться далеко від автомагістралей і висотних будинків. Така міра необхідна для отримання достовірної інформації про температуру повітря, атмосферний тиск, швидкість вітру.

## Обладнання
Розрізняють аналогові й цифрові метеорологічні станції.
На класичній (аналоговій) метеостанції є:
- термометр для вимірювання температури
- барометр для вимірювання тиску
- гігрометр для вимірювання вологості повітря
- анемометр для вимірювання швидкості вітру
- флюгер для вимірювання напрямку вітру
- опадомір для вимірювання кількості опадів

## Класифікація метеостанцій

### Дорожні
Крім перерахованих вище датчиків у дорожніх метеорологічних станціях використовують датчик температури поверхні й датчик температури на глибині 30 см (під покриттям), а також контролер і GPRS модуль для передачі даних в інформаційні центри.
Для інформування водіїв про погодну обстановку використовують інформаційні табло з температурою поверхні й повітря.
Так само можуть на табло можуть з'являтися попередження («мокра дорога», «бічний вітер» тощо)

### Лісові
Лісові метеостанції служать для попередження можливості лісових пожеж. Найчастіше такі метеостанції працюють від акумуляторів. Станції збирають кліматичні дані, такі як вологість дерева, ґрунту й температура на різних рівнях висотності лісів. Дані обробляються й моделюється карта пожежної активності, що допомагає легше впорається пожежним з можливим займанням, або запобігти поширенню пожежі.

### Гідрологічні
Гідрологічні метеостанції ведуть метеорологічні й гідрологічні спостереження над станом погоди океанів, морів, річок, озер і боліт. Такі метеостанції розташовуються на материках, на морських плаваючих станціях, а також існують річкові, озерні й болотні станції спостереження.

### Побутові домашні
З'явилися на ринку порівняно недавно. Родоначальниками побутових метеостанцій є звичайні барометри. Функціональність домашньої метеостанції схожа з метеорологічною станцією, тільки обробляється набагато менше даних, які надходять із одного або декількох датчиків, установлюваних за вікном і в інших приміщеннях.
Домашні метеостанції показують температуру в приміщенні, температуру поза приміщенням, вимірюють вологість, атмосферний тиск і виходячи з обробки процесором отриманих даних формують прогноз погоди на добу. Працюють, як від електричної мережі, так і від змінних елементів живлення.